# Bronzen Griffel
De Bronzen Griffel was een Nederlandse literatuurprijs behorend bij de Griffels. Deze (derde) categorie heeft slechts bestaan in 2022, als opvolger van de Vlag en Wimpel die bestond tussen 1980 en 2021. De naamsverandering in 2022 was bedoeld ter onderstreping van het doel van deze prijzen: het onder de aandacht brengen van de beste kinderboeken. De Bronzen Griffels (en Penselen) werden na de uitreiking van 2022 echter afgeschaft, omdat de CPNB vond dat er te veel prijzen waren die afleidden van de bekroningen.

## Geschiedenis
De Vlag en Wimpels werden sinds 1980 jaarlijks door de CPNB toegekend op voordracht van de jury van de Gouden en Zilveren Griffels en de jury van Gouden en Zilveren Penselen. Het was een eervolle vermelding voor boeken die ondanks dat ze geen Griffel wonnen toch extra aandacht verdienden. 
De Stichting Collectieve Propaganda van het Nederlandse Boek (CPNB) wil met deze prijzen het publiek een leidraad geven bij de keuze van goede kinderboeken. Alle bekroningen worden toegekend aan de beste kinderboeken van het voorafgaande jaar. 
Er zijn vijf categorieën waarin de jury een Gouden, Zilveren of Bronzen Griffel kan voordragen:
- kinderboeken tot 6 jaar
- van 6 jaar tot 9 jaar
- van 9 jaar tot 12 jaar
- informatieve uitgaven
- poëzie voor kinderen

## Overzicht winnaars Bronzen Griffel

### 2022[3]

#### Categorie Tot 6 jaar
- De rots van boven, Jon Klassen (Gottmer)
- Waar is Grote Broer?, Linde Faas (Lemniscaat)

#### Categorie 6-9 jaar
- Boutje van de rommelberg, Mirjam Oldenhave (Ploegsma)
- Op de rug van Bigi Kayman, Henna Goudzand Nahar (Em. Querido's Uitgeverij)
- De olifant, Peter Carnavas (Fontaine Uitgevers)

#### Categorie 9-12 jaar
- Amari en de Nachtwachters, B.B. Alston (HarperCollins Holland)
- Vanaf hier kun je de hele wereld zien, Enne Koens (Luitingh-Sijthoff)
- De vloek van de kraaientoren, Michelle Harrison (Gottmer)

#### Categorie 12-15 jaar
- De meisjes, Annet Schaap (Em. Querido's Uitgeverij)
- Dag, Twiggy Bossuyt (Houtekiet)
- Iets heel bijzonders, Susin Nielsen (Lemniscaat)

#### Categorie Informatief
- Het huttenboek voor jonge klussers, Susanne Roos (Volt)
- Toen het oorlog was, 1914-1918, Annemiek de Groot e.a. (Gottmer)

#### Categorie Poëzie
- Tintelvlinders en pantoffelhelden, Diverse auteurs (Em. Querido's Uitgeverij)

## Overzicht winnaars van Vlag en Wimpel

### 2021[4]

#### Categorie Tot 6 jaar
- De fantastische vliegwedstrijd, Tjibbe Veldkamp (Querido)
- Duizend-en-één paarse djellaba's, Lisa Boersen & Hasna Elbaamrani (Gottmer)
- Samen zijn we thuis, Stephanie Parsley Ledyard (Gottmer)

#### Categorie 6-9 jaar
- Avonturen van de dappere ridster, Janneke Schotveld (Van Holkema & Warendorf)
- De klusjesman, Øyvind Torseter (De Harmonie)
- Vrijdag kom ik weer thuis, Robert van Dijk (Gottmer)

#### Categorie 9-12 jaar
- De lijst van dingen die niet zullen veranderen, Rebecca Stead (Querido)
- Een mooie dag om in een boom te klimmen, Jaco Jacobs (Ploegsma)
- Koningskind, Selma Noort (Leopold)

#### Categorie 12-15 jaar
- Onmogelijk blauw, Kate DiCamillo (Lannoo)
- Quotum, Marloes Morshuis (Lemniscaat)
- Wachten op de wind, Oskar Kroon (Lannoo)

#### Categorie Informatief
- Keizer Ei, Karst-Janneke Rogaar (Kluitman)
- Oorlog in inkt, Suzanne Wouda & Annemarie van den Brink (Ploegsma)
- Wat niet in de safarigids van je ouders staat, Joukje Akveld (Gottmer)

#### Categorie Poëzie
- De dingen die ik nooit kon zeggen, Roxanne Wellens (Pelckmans)

### 2020[5]

#### Categorie tot 6 jaar
- Daan Remmerts de Vries voor Vos is een boef
- Milja Praagman voor Wat ik mooi vind
- Bette Westera voor Hallo Teckel Tom

#### Categorie 6-9 jaar
- Ulf Stark voor De weglopers (vertaling Edward van de Vendel)
- Edward van de Vendel voor Miss Eenhoorn
- Meg Rosoff voor Goeie ouwe George

#### Categorie 9-12 jaar
- Annejan Mieras voor Homme en het noodgeval
- Enne Koens voor Die zomer met Jente
- Henry Lloyd voor Flin of de verloren liefde van de eenhoorn

#### Categorie 12-15 jaar
- Jean-Claude van Rijckeghem voor IJzerkop
- Susin Nielsen voor Adres Onbekend
- Derk Visser voor Drama Queen

#### Categorie Poëzie
- Joke van Leeuwen voor Hee daar, mijn twee voeten
- Diverse auteurs voor Ik wou dat ik een vogel was

#### Categorie  Informatief
- Pieter Begé voor Hoe klinkt een gitaar
- Stine Jensen en Frank Meester voor Hoe voed ik mijn ouders op
- Linda Dielemans voor Brons

### 2019[6]

#### Categorie Tot 6 jaar
- Johannes de parkiet - Mark Haayema (Rubinstein)
- Het meisje en haar zeven paarden - Hadi Mohammadi (Em. Querido's Uitgeverij)
- Woesssj! - Louise Greig (C. de Vries-Brouwers)

#### Categorie 6-9 jaar
- De kikkerbilletjes van de koning - Janneke Schotveld (Van Holkema & Warendorf)
- De schelmenstreken van Reinaert de Vos - Koos Meinderts (Hoogland & Van Klaveren)
- Liefde is niet voor lafaards - Ulf Stark (Em. Querido's Uitgeverij)

#### Categorie 9-12 jaar
- Lepelsnijder - Marjolijn Hof (Em. Querido's Uitgeverij)
- Het mysterieuze horloge van Walker & Dawn - Davide Morosinotto (Fantoom)
- Nevermoor 1 - Morrigan Crow en het Wondergenootschap - Jessica Townsend (Luitingh-Sijthoff)

#### Categorie 12-15 jaar
- Charlie en ik - Mark Lowery (Van Goor)
- Niemandsjongen - Katherine Marsh (Luitingh-Sijthoff)
- De schaduwen van Radovar - Marloes Morshuis (Lemniscaat)

#### Categorie Informatief
- Palmen op de Noordpool - Marc ter Horst (Gottmer)
- De bromvliegzwaan en andere verhalen over onze taal - Arend van Dam (Van Holkema & Warendorf)
- Het hele soepzootje - Floor Bal (Gottmer)

#### Categorie Poëzie
- Jij begint - Kees Spiering (Luitingh-Sijthoff)
- Onbreekbaar - Hans Hagen (Em. Querido's Uitgeverij)

### 2018[7]
- Alle dieren drijven - Gideon Samson, ill. Annemarie van Haeringen (Leopold)
- Bedtijd voor rebelse meisjes - Elena Favilli en Francesca Cavallo (ROSE stories)
- De cycloop - Daan Remmerts de Vries, ill. Floor Rieder (Gottmer)
- Dag poes! - Bette Westera, Koos Meinderts, Sjoerd Kuyper, Hans Hagen, Monique Hagen, ill. Mies van Hout (Hoogland & van Klaveren)
- Dokter Corrie geeft antwoord - Niki Padidar (De Harmonie)
- Het geheim van het Nachtegaalbos - Lucy Strange (Gottmer)
- De gevangenisfamilie van Perry T. Cook - Leslie Connor (Lemniscaat)
- De goudvisjongen - Lisa Thompson (MEIS & MAAS)
- Het heel grote vogelboek - Bibi Dumon Tak (Lannoo)
- Kersenhemel - Jef Aerts, ill. Sanne te Loo (Querido)
- Verliefd - Stefan Boonen, ill. Jan van Lierde (Van Halewyck)
- De wortels van Oranje - Marc ter Horst (Lannoo)
- Zondag maandag sterrendag - Anna Woltz, Annet Schaap (Querido)

### 2017
- Eilanddagen - Gideon Samson (Leopold)
- Ik ben bij de dinosaurussen geweest - Edward van de Vendel, ill. Floor de Goede (Querido)
- Lynn 3.0 - Anke Kranendonk (Lemniscaat)
- Niets liever dan jij - Elle van Lieshout en Erik van Os, ill. Marije Tolman (Querido)
- De oma van de oma van mijn oma - Marc ter Horst, ill. Eliane Gerrits (Gottmer)
- Een vriendje voor altijd - Eoin Colfer (De Fontein)
- Waarom zijn er zoveel blote mensen in de kunst? - Susie Hodge, ill. Claire Goble (Lemniscaat)
- Yuna's maan - Hans Hagen, ill. Martijn van der Linden (Querido)

### 2016
- Bas & Daan graven een gat - Mac Barnett, ill. Jon Klassen (Hoogland & Van Klaveren)
- Bens boot - Pieter Koolwijk, ill. Linde Faas (Lemniscaat)
- De blauwe vinvis - Jenni Desmond (Lemniscaat)
- Het boek zonder tekeningen - B.J. Novak (Lannoo)
- In een slootje ben ik een bootje - Bette Westera, ill. Klaas Verplancke (Lannoo)
- Lotte & Roos. Samen ben je niet alleen - Marieke Smithuis, ill. Annet Schaap (Querido)
- Van oerknal tot robot, alles heeft een begin - Marc ter Horst (Gottmer)
- Spijkerzwijgen - Simon van der Geest (Querido)
- Steve Jobs. Waanzinnig goed - Jessie Hartland (Luitingh-Sijthoff)
- Suikerspin - Derk Visser (Gottmer)
- De veertiende goudvis - Jennifer L. Holm (Hoogland & Van Klaveren)
- Wat zou jij doen? - Guido van Genechten (Clavis)
- De zee kwam door de brievenbus - Selma Noort, ill. Martijn van der Linden (Leopold)

### 2015
- De duik - Sjoerd Kuyper, ill. Sanne te Loo (Lemniscaat)
- Hoe je een wollige mammoet moet wassen in tien lessen - Michelle Robinson , ill. Kate Hindley (Querido)
- Hond weet alles en Wolf niets - Sylvia Vanden Heede en Inge Bergh, ill. Marije Tolman (Lannoo)
- De jongen die met piranha's zwom - David Almond, ill. Oliver Jeffers (Querido)
- Kietel nooit een krokodil - Bette Westera, ill. Thé Tjong-Khing (Gottmer)
- Valentine Joe - Rebecca Stevens (Moon)
- De wondertuin - Gerda Dendooven (Querido)

### 2014
- ABC Dragt - Joukje Akveld en Annemarie Terhell (Leopold)
- Als iedereen slaapt - Komako Sakai, ill. (De Eenhoorn)
- Boer Boris in de sneeuw - Ted van Lieshout, ill. Philip Hopman (Gottmer)
- Foto! Durf bijzondere foto's te maken - Marije van der Hoeven (Ploegsma)
- Ik juich voor jou - Edward van de Vendel, ill. Wolf Erlbruch (Querido)
- Jonas en de visjes van Kees Poon - Harm de Jonge, ill. Martijn van der Linden (Hoogland & Van Klaveren)
- Jonge Vlieger - Ellen van Velzen (Lemniscaat)
- Mijn bijzonder rare week met Tess - Anna Woltz (Querido)
- Prinses Pernilla en de reddende ridders - Mathilde Stein, ill. (Lemniscaat)
- De regels van drie - Marjolijn Hof (Querido)
- Sammie en opa - Enne Koens, ill. Kees de Boer (Moon)
- Vlieg! - Marco Kunst, ill. Philip Hopman (Lemniscaat)

### 2013
- Waar was Hans? - Ienne Biemans en Ceseli Josephus Jitta (Gottmer)
- Buurman leest een boek - Koen Van Biesen (De Eenhoorn)
- Ridder zonder hart - Cornelia Funke (Querido)
- Het hanengevecht - Hans Hagen en Philip Hopman (Querido)
- De sleuteldrager - Marco Kunst (Lemniscaat)
- Als iemand ooit mijn botjes vindt - Jaap Robben en Benjamin Leroy (De Geus)
- Camping Zeevos - Hilde Vandermeeren en Harmen van Straaten (Davidsfonds/Infodok)
- Aan de kant, ik ben je oma niet! - Bette Westera en Sylvia Weve (Gottmer)
- Dat zou ik nooit doen! - Bette Westera, Naomi Tieman en Sylvia Weve (De Fontein)
- Verschoppelingen - Suzanne Wouda (Ploegsma)

### 2012
- Jenny Valentine - Iggy en ik (Moon)
- Nadia Shireen -  Lieve kleine Rolf (C. de Vries-Brouwers)
- Joke van Leeuwen -  Waarom lig jij in mijn bedje? (Querido)
- Mathilde Stein -  Beste Bregje Boentjes (Lemniscaat)
- Mirjam Oldenhave -  Mees Kees gaat verhuizen (Ploegsma)
- Marjolijn Hof -  Mijn opa en ik en het varken oma (Querido)
- Rob Ruggenberg -  IJsbarbaar (Querido)
- Jowi Schmitz -  Ik heet Olivia en daar kan ik ook niks aan doen (Lemniscaat)
- Lida Dijkstra -  Verhalen voor de vossenbroertjes (Pimento)
- Jan Paul Schutten -  Groeten uit 2030! (Davidsfonds/De Fontein)
- Ted van Lieshout -  Vijf draken verslagen (Querido)
- Diverse auteurs -  Zoen me tot ik spin (Querido)

### 2011
- Ceciel de Bie -  Inkt (Ploegsma)
- Michael de Cock -  Rosie en Moussa (Querido)
- Siobhan Dowd -  Het reuzenradmysterie (Van Goor)
- Joke van Leeuwen -  Tikken tegen de maan (Ons Erfdeel)
- Joke van Leeuwen -  Toen mijn vader een struik werd (Querido)
- Tine Mortier -  Angèle de Verschrikkelijke (De Eenhoorn)
- Mirjam Oldenhave -  Mees Kees - De Sponsorloop (Ploegsma)
- Maria Parr -  Tonje en de geheime brief (Terra Lannoo)
- Gustavo Roldán -  Meneer G. (Van Goor)
- Edward van de Vendel -  Draken met stekkers (Querido)
- Kaat Vrancken -  Beu (Querido)

### 2010
- Nadine Brun-Cosme -  Grote Wolf & Kleine Wolf (Hoogland & Van Klaveren)
- Sharon Creech -  Haat die kat (Hoogland & Van Klaveren)
- Diverse auteurs -  Tijger op straat (Hoogland & Van Klaveren)
- Christian Duda -  Al zijn eendjes (Gottmer)
- Christopher Paul Curtis -  Elia strijdt voor vrijheid (Nieuw Amsterdam)
- Sylvia Vanden Heede -  Wolf en Hond (Lannoo)
- Margriet Heymans -  Op zoek naar opa Bleskop (Querido)
- Rindert Kromhout -  Kleine Ezel en de durfal (Leopold)
- Agnès de Lestrade -  Het land van de grote woordfabriek (De Eenhoorn)
- Ted van Lieshout -  Ik wil een naam van chocola (Querido)
- Chris Priestley -  De verschrikkelijke verhalen van het zwarte schip (Pimento)
- Shaun Tan -  Verhalen uit een verre voorstad (Querido)
- Edward van de Vendel -  Ajax wint altijd (Querido)

### 2009
- Koen van Biessen -  Mama Lucinda (Abimo)
- Ulrich Hub -  Om acht uur bij de Ark (Lemniscaat)
- Christopher Grey -  De schaduw van Leonardo (Mynx)
- Daan Remmerts de Vries -  Bernie King en de magische cirkels (Querido)
- Tanneke Wigersma -  Ole durft (Querido)

### 2008
- Mireille Geus -  Naar Wolf (Kidsbibliotheek)
- Truus Matti -  Vertrektijd (Lemniscaat)
- Janny van der Molen -  Over engelen, goden en helden (Ploegsma)
- Gideon Samson -  Niks zeggen! (Leopold)
- Edward van de Vendel -  Kleinvader (Querido)

### 2007
- Carl Norac -  O monster, eet me niet op! (De Eenhoorn)
- Carli Biessels -  Irah en de dieren (Lannoo)
- Martha Heesen -  Wolf (Querido)
- Rob Ruggenberg -  Het verraad van Waterdunen (Querido)
- Harm de Jonge -  Josja Pruis (Van Goor)
- Tjibbe Veldkamp -  SMS (Kidsbibliotheek)
- Piet Duizer -  Het grote vlinderboek (Cyclone)

### 2006
- Bette Westera -  Oma's rommelkamer (Hillen)
- Saskia van der Wiel -  Dertig dagen Laura (Lannoo)
- Andreas Steinhöfel -  Midden in de winternacht (Lemniscaat)
- Hilde Vandermeeren -  Het kistje van Cleo (Davidsfonds/Infodok)
- Dirk Weber -  Kies mij! (Querido)
- Jet Bakels en Anne-Marie Boer -  Menseneters (Leopold)

### 2005
- Michael Rosen -  Verdriet (Hillen)
- Lieneke Dijkzeul -  Aan de bal (Lemniscaat)
- Riet Wille -  Saar en de poes (De Eenhoorn)
- An van 't Oosten -  De oorlog van Sophie (Davidsfonds/Infodok)

### 2004
- Jaak Dreesen -  Het concert (De Eenhoorn)
- Ed Franck -  Zie ik je nog eens terug? (Querido)
- Mireille Geus -  Virenzo en ik (Lemniscaat)
- Ben Kuipers -  Het schrift van Dries (Zwijsen)
- Peter H. Reynolds -  De stip (Lemniscaat)
- Jan Paul Schutten -  Ruik eens wat ik zeg (Querido)
- Annejoke Smids -  Piratenbloed (Ploegsma)
- Edward van de Vendel -  Rood Rood Roodkapje (De Eenhoorn)
- Rik Zaal -  Alles over Spanje (Querido)

### 2003
- Geert De Kockere -  Noach (De Eenhoorn)
- Koos Meinderts -  Keizer en de verhalenvader (Leopold)
- Bette Westera -  Alle hens aan dek (Hillen)

### 2002
- Lida Dijkstra -  Wachten op Apollo (Lemniscaat)
- Bas Haring -  Kaas en de evolutietheorie (Houtekiet/Fontein)
- Harm de Jonge -  De circusfietser (Van Goor)
- Tjibbe Veldkamp -  De lievelingstrui (Lemniscaat)

### 2001
- Carli Biessels -  Feestrede (Leopold)
- J.Hohler -  Als ik een wens mocht doen (Querido)
- Agave Kruijssen -  Het vrouwtje van Stavoren (Fontein)
- Ben Kuipers -  Boos in de doos (Zwijsen)
- Hermine Landvreugd -  Willem is een weerwolf (Ploegsma)
- Bette Westera -  Een opa om nooit te vergeten (Hillen)

### 2000
- Daniil Charms -  Een stinkdier is een prachtig beest (Querido)
- Marie Delafon -  De goeie broek (Querido)
- Wim Köhler -  De medicijnman (Leopold)
- Ditte Merle -  Het boerenbeestenboek (Van Reemst)
- Mirjam Oldenhave -  Donna Lisa (Van Holkema & Warendorf)
- Daan Remmerts de Vries -  Willis (Leopold)

### 1999
- Arno van Berge Henegouwen en Ruud Hisgen -  De oervogel (Leopold)
- Rotraut Susanne Berner -  Haas en hond (Querido)
- Sylvia vanden Heede -  Vos en haas (Lannoo)
- Harm de Jonge -  Jesse, ballewal-tsjí (Van Goor)

### 1998
- Klaas van Assen -  De gekte van Mees Santing (Querido)
- Helena Dahlbåck -  De woorden gaan goed vandaag (Middernacht Pers)
- Jaak Dreesen -  Marieke, Marieke (Averbode)
- Kamagurka -  Bollekop (Querido)
- Ditte Merle -  IJsberen en andere draaikonten (Van Reemst)
- Laura Ranger -  Laura's gedichten (De Bezige Bij)
- Kazumi Yumoto -  De kippige, de dikke en ik (Querido)

### 1997
- Kitty Crowther -  Mijn vriend Jim (Querido)
- Berry van Gerwen -  Licht uit, Tim. Boek toe! (Querido)
- Hakim -  De zandkroon (Bulaaq)
- Elke Heidenreich -  Nero Corleone: een kattenverhaal (De Harmonie)
- Hilary McKay -  Hond Vrijdag (Querido)
- Jan Michael -  Ik ben Joshua en mijn vader is een held (Leopold)
- Rafik Schami -  Fatima en de dromendief (De Vier Windstreken)
- Thomas Tidholm -  Jacob maakt rommel (Middernacht Pers)

### 1996
- Kees Jan Bender en Hans Heesen -  Camembert (Holland)
- Janneke Derwig -  W.C.-papier in de wind laten wapperen (Van Holkema & Warendorf)
- Chris Donner -  Brieven van mijn broertje (Querido)
- Imme Dros -  Ongelukkig verliefd (Querido)
- Rindert Kromhout -  Rare vogels (Leopold)
- Johanna Kruit -  Zoals de wind om het huis (Bakermat)
- Ben Kuipers -  De grote gevaren van Arno (Leopold)
- Selma Noort -  Geen gewone ketting (Leopold)
- Babette van Ogtrop en Liesbet Ruben -  Verhalen om niet te verdwalen (KIT)
- Anton Quintana -  Het boek van Bod Pa (Querido)
- Max Velthuijs -  Kikker is een held (Leopold)
- Cynthia Voigt -  Met het mes op tafel (Lemniscaat)

### 1995
- Peter van Gestel -  Prinses Roosje (Moon Press)
- Peter van Gestel -  Lieve Claire (Fontein)
- Hans Hagen -  Maliff en de wolf (Van Goor)
- John Marsden -  Lieve Tracey... Lieve Mandy... (Jenny de Jonge)
- Hushang Moradi-Kermani -  Op een ochtend was de khomre leeg (Leopold)
- Roberto Piumini -  Stralend kruid (Querido)
- Rita Verschuur -  Mijn hersens draaien rondjes (Van Goor)

### 1994
- Patsy Backx -  Het verhaal van Stippie en Jan (Jenny de Jonge)
- Ted van Lieshout -  Toen oma weg was (Zwijsen)
- Ulf Stark -  Kun je fluiten Johanna? (Querido)
- Kit Pearson -  Een handvol tijd (Jenny de Jonge)
- Roberto Piumini -  Matthijs en z'n opa (Querido)
- Peter Pohl -  We noemen hem Anna (Querido)

### 1993
- Camilla Ashforth -  Horatio (Lemniscaat)
- Imme Dros -  Een heel lief konijn (Querido)
- Henri Van Daele -  Kleine Beer, Grote Beer (Lannoo)
- Bart Moeyaert -  Voor altijd, altijd (Zwijsen)
- Mensje van Keulen -  Meneer Ratti (Querido)
- Joke van Leeuwen -  Dit boek heet anders (Querido)
- Patricia MacLachlan -  Snippers (Lannoo)
- Paula Fox -  Vullisland (Jenny de Jonge)
- Hans Hagen -  De weg van de wind (Van Goor)
- Hazel Rochman (samenstelling) -  Gespleten landschap (Lemniscaat)

#### Informatief
- Midas Dekkers -  Op eigen pootjes (Kluwer Jeugdboeken)
- Lars Klinting -  De kleine insektengids (Ploegsma)
- Jacques Vos -  Een leven met letters (Bekadidact)

### 1992
- Hans Hagen -  Jubelientje en haar liefste oma (Van Goor)
- Martin Waddell -  Ga je mee, Kleine Beer? (Lemniscaat)
- Kit Pearson -  De hemel valt (Jenny de Jonge)
- Toon Tellegen -  Juffrouw Kachel (Querido)
- Libby Hathorn -  Donderslag (Ploegsma)
- Rudolf Herfurtner -  Oorlogskind (Hans Elzenga)
- Henri Van Daele -  De Appels aan de overkant (Lannoo)

#### Informatief
- Aan apen verslingerd (Sylvie Girardet, Claire Merleau-Ponty, Anne Tardy en Fernando Puig Rosado) (Zirkoon)
- Encyclopedie voor de jeugd'' (Lannoo/Bosch & Keuning)
- Lars Klinting -  De kleine bomengids (Ploegsma i.s.m. Natuurmonumenten)

### 1991
- Burny Bos -  Valentino de Kikker (De Vier Windstreken/Leopold)
- Anthony Browne, Anthony -  Er gaat iets veranderen (Gottmer)
- Xavier Hernandez en Pilar Comes -  Geschiedenis van een stad bij de Middellandse Zee, Tarma (Gottmer)
- Guus Kuijer -  Olle (Querido)
- Ted van Lieshout -  Ik ben een held (Van Goor)
- Laurence Mound -  Insekten (Van Holkema & Warendorf)
- Beverley Naidoo -  Keten van verzet (La Rivière & Voorhoeve)
- Max Velthuijs -  Trompet voor Olifant (Leopold)

### 1990
- Tonke Dragt -  Het geheim van de klokkenmaker, of de tijd zal het leren (Leopold)
- Wim Hofman -  Grote Pien en kleine Pien (Van Holkema & Warendorf)
- David MacKee -  Elmer (Van Holkema & Warendorf)
- Jan Mark -  Frats en Klater (Zirkoon)
- Jacques Musset -  Het verhaal van de bijbel Nieuwe Testament (Zwijsen)
- Hiawyn Oram -  Ben is boos (Lemniscaat)
- Uri Orlev -  De man van de andere kant (Fontein)
- Harriët van Reek -  Het bergje spek (Querido)
- Lydia Rood -  Maanzaad (Leopold)
- Billi Rosen -  De tweede oorlog (Querido)
- Michael Rosen -  Wij gaan op berenjacht (Gottmer)
- Gitte Spee -  Meneer Big gaat naar de bliksem (Leopold)
- Ruth Thomas -  De Weglopers (Sjaloom)
- Ida Vos -  Dansen op de brug van Avignon (Leopold)

### 1989
- Ienne Biemans -  Lang zul je leven (Querido)
- Gerard Brands -  Bolletje (Querido)
- Corinne Courtalon -  De schatten van de farao's (Zwijsen)
- Roald Dahl -  Matilda (Fontein)
- Peter van Gestel -  Oef van de mensen (Fontein)
- Markus Kappeler -  Het boek van de grote katten (Meulenhoff Informatief)
- Jetty Krever -  Kom gauw mol! (Leopold)
- Sjoerd Kuyper -  Majesteit, Uw ontbijt (Leopold)
- Ted van Lieshout -  De allerliefste jongen van de hele wereld (Van Goor)
- David McDowall -  De Palestijnen (La Rivière & Voorhoeve)
- Catherine Storr -  De jongen en de zwaan (Holland)
- Henri Van Daele -  Een huis met een poort en een park (Lannoo)
- Akky van der Veer -  Zwart op wit (Leopold)
- Max Velthuijs -  Een taart voor kleine beer (De Vier Windstreken)
- Dolf Verroen -  De liefste poes van de wereld (Leopold)
- Martin Waddell -  Welterusten kleine beer (Lemniscaat)

### 1988
- Janet en Allan Ahlberg -  Bot en Botje (Gottmer)
- Christina Björk en Lena Anderson -  Ik houd van de tuin van Monet (Ploegsma)
- Eric Dederen en Philippe Moins -  Poppetje gezien? Kastje dicht! (Casterman)
- Peter Dickinson -  De stad van goud (Querido)
- Wim Hofman -  Uk en Bur (Van Holkema & Warendorf)
- Wiel Kusters -  Het veterdiploma (Querido)
- Joke van Leeuwen -  Het verhaal van Bobbel die in een bakfiets woonde en rijk wilde worden (Querido)
- David MacKee -  Het droevige verhaal van Victoria en haar viool; of waarom de straten niet vol zijn met vrolijk dansende mensen (Van Holkema & Warendorf)
- Pauline Mol -  Verhalen van de zwarte kraai (Van Goor)
- Michael Morpurgo -  Waarom kwamen de walvissen? (Ploegsma)
- Rita Törnqvist -  Achter de bergen ligt de zee (Querido)
- Willem Wilmink -  Goedenavond, speelman: Willem Wilminks schriftelijke cursus dichten (Van Holkema & Warendorf)
- Laurence Yep -  De vleugels van de draak (Lannoo)

### 1987
- Roald Dahl -  De Giraffe, de Peli en Ik (Fontein)
- Midas Dekkers -  Je binnenste buiten (Meulenhoff)
- Miep Diekmann -  Hannes en kaatje en het rommellaatje (Querido)
- Miep Diekmann -  Hoe schilder hoe wilder (Leopold)
- Gerben Hellinga jr. -  Coriolis de stormplaneet (Leopold)
- Diet Huber -  Rinske en de stoomtram (Leopold)
- Het Kookboek van het Kinderkookcafé (Kosmos)
- Rindert Kromhout -  Olaf de rover (Querido)
- Guus Kuijer -  De jonge prinsen (Querido)
- Joke van Leeuwen -  De vis en het boek (Zwijsen)
- Ted van Lieshout -  Van verdriet kun je grappige hoedjes vouwen (Leopold)
- Hanna Muschg -  De zevenslaper (Christofoor)
- Els Pelgrom -  De straat waar niets gebeurt (Querido)
- William Steig -  Geel & Roze (Querido)
- Cynthia Voigt -  Het verhaal van Dicey (Querido)

### 1986
- Peter Carter -  Het zwaard van de Islam (Willem J. Wildeboer)
- Aidan Chambers -  Je moet dansen op mijn graf (Querido)
- Miep Diekmann -  Hannes en Kaatje, 2 in een straatje (Querido)
- Werner l'Egli -  Tot aan het bittere eind (Ploegsma)
- Karel Eykman -  Het fort van Sjako (De Harmonie)
- Rudolf Frank -  De jongen die zijn verjaardag vergat (Bert Bakker)
- Ann O'Neal García -  Mat-Maw (Hans Elzenga)
- Christoph Hein -  Een indiaan in de appelboom (Sjaloom)
- Wim Hofman -  Straf en andere verhalen (Van Holkema & Warendorf)
- Hadley Irwin -  Athabasca (Hans Elzenga)
- Margaret Mahy -  De grote zeerovers knalfuif (Zwijsen)
- Els Pelgrom -  De Olifantsberg (Querido)
- Rukshana Smith -  Wie is Sumitra? (Sjaloom)
- Cynthia Voigt -  Onder de blote hemel / Samen onder dak (Querido)

### 1985
- Betsy Byars -  Een goudvis van tweeduizend pond (Querido)
- Roald Dahl -  De heksen (Fontein)
- Guus Kuijer -  De zwarte stenen (Querido)
- Liesbeth van Lennep -  Ik heet Kim (Querido)
- Noni Lichtveld -  Anansi (Aldus/NBLC/Novib)
- Arnold Lobel -  Een jaar bij Kikker en Pad (Ploegsma)
- Ron Maris -  Mijn eigen boek (Lemniscaat)
- Piet Meeuwissen -  Vogels in het zwart (Leopold)
- Christine Nöstlinger -  Twee weken in mei (Querido)
- Selma Noort -  Martine Koperslager (Leopold)
- Helen Oxenbury -  Bij opa en oma (Gottmer)
- Fetze Pijlman -  Voor het eerst (Holland)
- Käthe Recheis -  De Witte Wolf (Lemniscaat)
- Ouida Sebestyen -  De lege plaats (Querido)
- Shel Silverstein -  Licht op zolder (Fontein)
- Craig Strete -  Met de pijn die het liefheeft en haat (In de Knipscheer)
- Susan Varley -  Derk Das blijft altijd bij ons (Lemniscaat)
- Barbara Willard -  De ijzeren lelie (Querido)
- Willem Wilmink -  Het verkeerde pannetje (Bert Bakker)

### 1984
- Nina Bawden -  Ons vertellen ze nooit iets (Querido)
- Malcolm Bosse -  De tuin van je leven (Lemniscaat)
- Hans Dorrestijn -  De bloeddorstige badmeester (Bert Bakker)
- Willi Fährmann -  Vlucht tussen hoop en wanhoop (Holland)
- Evert van Ginkel -  De onderkant van Nederland (Meulenhoff Informatief)
- Shirley Hughes -  Alfie geeft een hand (De Vries-Brouwers)
- Mansfield Kirby -  Het geheim van Toet-Mu-Is III (Querido)
- Irina Korschunow -  Bel me nou, Sebastiaan (Querido)
- Margaret Mahy -  De jongen met de gele ogen (Ploegsma)
- Selma Noort -  Een gedeelde Hamaca (Leopold)
- Svend Otto -  Kinderen van de Jangtse (Lemniscaat)
- Marilyn Sachs -  Veronica Ganz (Querido)
- Alet Schouten -  Gina (Fontein)
- Renate Welsh -  De lange weg van Johanna (Westfriesland)
- Barbara Willard -  Een koude wind (Querido)
- Willem Wilmink -  Koen, maak je mijn schoen? (Van Holkema & Warendorf)

### 1983
- Bernard Ashley -  Rad van avontuur (Sjaloom)
- Malcolm Bosse -  Ze noemen me Ganesh (Lemniscaat)
- Victor Canning -  De weglopers (Querido)
- Robert Cormier -  Chocolade oorlog (Sjaloom)
- Robert Cumming -  Kijken en fantaseren (Meulenhoff Informatief)
- Colin Dann -  De dieren van het duitenbos (Querido)
- Karel Eykman -  Wie verliefd is gaat voor (De Harmonie)
- Hadley Irwin -  Twtti Rhys Hec (Hans Elzenga)
- Henk van Kerkwijk  -  Dondergoden en pestkoppen (Sjaloom)
- E.L. Konigsburg -  Het wonderlijke archief van mevrouw Fitzalan (Querido)
- Tomie de Paola -  Voetje voor voetje (Gottmer)
- Susan Sallis -  Zolang het nog kan (Lemniscaat)
- Ivan Southall -  De wervelstorm (Kosmos)
- Gabrielle Vincent -  Brammert en Tissie. 2 dln. (Lemniscaat)

### 1982
- Christina Björk / Lena Anderson -   Ik houd van eten (Ploegsma)
- Het boek voor jou over KUNSTKosmos)
- Laura Conti -  Er hangt iets in de lucht (Sjaloom)
- Philippe Dumas -  Waar kom je vandaan? (Van Holkema & Warendorf)
- Karel Eykman / Peter van Straaten -  Liefdewerk, oud papier (De Harmonie)
- Renato Ferraro -  Alex de jonge jongleur (Kosmos)
- Peter van Gestel / Peter van Straaten -  Joost; of, De domme avonturen van een slim jongetje (Van Goor)
- Felice Holman -  Morgen wordt het beter (De Vries Brouwers)
- Hugh Lewin / Lisa Kopper -  Jafta (hele serie) (Hein Heuff, Nieuwkoop)
- Arnold Lobel -  Fabels (Ploegsma)
- Arnold Lobel -  Kikker en Pad zijn altijd samen (Ploegsma)
- Arnold Lobel -  Muizensoep (Ploegsma)
- Norma Fox Mazer -  Mevrouw Vis; aap en de vuilniskoningin (Querido)
- Norma Fox Mazer -  Praatjes vullen geen gaatjes (Querido)
- Jan Ormerod -  Goeiemorgen (Lemniscaat)
- Ferdinand Oyono -  De huisjongen (Kosmos)
- Helen Oxenbury -  Babyboekjes 5 dln. (Gottmer)
- Margret Rettich -  De reis met de jol (Kosmos)
- Alet Schouten / Lidia Postma -  De vier wezen (De Fontein)
- Jenny Thorne -  De reis van Prins Foedji (Ploegsma)
- Dolf Verroen / Thé Tjong-Khing -  Juf is gek (Leopold)
- Ida Vos -  Wie niet weg is wordt gezien (Leopold)

### 1981
- Leif Esper Andersen -  Mijn vader is werkloos (Lemniscaat)
- Nina Bawden -  Carry's kleine oorlog (Querido)
- Thea Beckman -  Wij zijn wegwerpkinderen (Lemniscaat)
- Burny Bos / Dagmar Stam -  Knofje waar zit je (Oberon)
- Mies Bouhuys e.a. -  Wijs met de waddenzee (Meulenhoff Informatief)
- Gerard Brands -  Een krekel voor de keizer (Querido)
- Helma Fehrmann / Peter Weismann -  Vlinders in je buik (Sjaloom)
- Corrie Hafkamp -  Wat dacht je van mij (Van Holkema & Warendorf)
- Janosch -  Vooruit, we gaan schatgraven (Lotus)
- Nannie Kuiper -  Zo kan het ook (Leopold)
- Guus Kuijer -  De tranen knallen uit mijn kop (Querido)
- Frick Lennart -  De vergissing (Leopold)
- Mildred Myrick -  Wat heb je daar (Ploegsma)
- K.M. Peyton -  Jonathan wat zag je in die zomernacht (Querido)
- Käthe Recheis -  De vlucht van Nataiyu (Westfriesland)
- An Rutgers van der Loeff -  Morgen is de toekomst (Ploegsma)
- Alet Schouten -  Het erf van Roos en Lap (Van Holkema & Warendorf)
- Craig Strete -  Grootvaders reisdoel (In de Knipscheer)
- Kerstin Thorvall -  In plaats van een vader (Van Holkema & Warendorf)
- Adela Turin / Anna Curti -  Het lapjesjasje (Sara)
- Henri Van Daele -  Pitjemoer (Bruna)
- Liva Willems / Huis Pieters -  De haan wil een ei (Sjaloom)

### 1980
- Lloyd Alexander -  De straatkatten en andere verhalen (Westfriesland)
- Henk Barnard -  Laatste nacht in Jeque (Van Holkema & Warendorf)
- Gunilla Bergström -  Eens gestolen altijd een dief (Leopold)
- Christina Björk en Lena Anderson -  Ik houd van planten (Ploegsma)
- Miep Diekmann -  Stappe stappe step (Querido)
- Anne Fine -  Een vreemde vogel in het tuinhuis (Querido)
- Herbert Friedrich -  Zeven jaren van een wielrenner (Sjaloom)
- Peter van Gestel -  Schuilen onder je schooltas (Van Goor)
- Ota Hofman -  De rode schuur (Leopold)
- Diet Huber -  De veter-eter (Leopold)
- Janosch -  De muis heeft rode sokken aan (Lotus)
- Yasuko Kimura -  Wat zit er in die fles? (Het Spectrum)
- Leonie Kooiker -  Het Oerlanderboek (Ploegsma)
- Guus Kuijer -  Een hoofd vol macaroni (Querido)
- Liesbeth van Lennep -  Hoe gaat het met jou? Met mij gaat het goed (Querido)
- Carl-Anders Norrlid -  Een wolf in de stal (Westfriesland)
- Gudrun Pausewang -  En straks komt Emilio (Lotus)
- K.M. Peyton -  Maak een vuist als je geen hand hebt (Querido)
- Mario Puzo -  Na elke bocht ontdek je wat (Querido)
- Ernest Raboff -  Kunst voor jou (Chagall, Renoir, Picasso) (Gottmer)
- Simone Schell / Thé Tjong-Khing -  Hier woon ik (Oberon)
- Midred D. Taylor -  Donderslagen, hoor mijn klacht (Holland)
- Oscar Wilde -  De zelfzuchtige reus (Lemniscaat)